# 辽宁冶金职工大学
辽宁冶金职工大学，是指一所经辽宁省人民政府批准、中华人民共和国教育部备案，隶属于东北特殊钢集团有限责任公司的成人高等学校。原校址位于辽宁省抚顺市望花区铁岭街19号。2007年9月被教育部勒令停招，后于2010年12申请恢复办学获批，校本部设在位于大连市甘井子区金一街56号的大连东北特钢职业技术学校内，并在该校内设有函授站。

## 历史沿革
辽宁冶金职工大学前身可追溯到始建于1950年代的抚顺业余冶金学院。1979年，抚顺钢厂职工大学创建，1986年抚顺钢厂职工大学、大连钢厂职工大学、沈阳冶金职工大学、辽宁省冶金干部学校（合署）合并组建辽宁冶金职工大学，1986年9月12日经辽宁省省政府批准办学，国家教委备案更名为辽宁冶金职工大学。现隶属于东北特殊钢集团有限责任公司。办学以来相继开设了钢铁冶金、金属压力加工、冶金机械设备、工业自动化、工业企业管理等9个专业，面向全辽宁省冶金工业系统招生，为冶金工业系统培养大批专业技术管理人才。1999年至2002年，由于大连钢铁集团、抚顺特钢集团处于改制调整，下岗分流，机构精简等因素的影响，学校停止招生。
2007年9月20日，教育部网站公布该年因办学条件达不到国家标准而被亮“红”“黄”牌的成人高等学校名单。其中包括新光动力机械公司职工大学、辽宁省直属机关职工大学、铁岭职工大学、辽宁冶金职工大学、辽宁轻工职工大学、新乐精密机器公司职工大学、抚顺职工大学在内的辽宁省的共7所成人高校该年被禁止招生。2007年7月辽宁冶金职工大学最后一届毕业生毕业。
2004年9月，经辽宁省人民政府批准，由中国东北地区原三个国有重点特殊钢企业大连钢铁、抚顺特钢、北满特钢重组，成立了大型特殊钢生产企业——东北特殊钢集团有限责任公司（简称东北特钢集团）。随着集团的快速发展，对冶金专业技术人才的需求愈加迫切，为满足企业现代化生产和发展的需要，东北特钢集团于2010年12月20日正式向辽宁省递交了“恢复辽宁冶金职工大学办学”的申请，2011年6月1日，辽宁省教育厅批复了其恢复办学。

## 办学条件
学校现开设冶金技术、材料成型与控制技术、机电设备维修与管理等8个专业，主要招生对象为东北特钢技校学生及是东北特钢职工，为东北特钢集团等冶金工业系统培养专业技术工人及管理人才。学校占地面积109044.4万平方米，建筑面积26380.45平方米，图书、阅览室394平方米，现有图书5万6千册，固定资产额180.00万元，教学科研仪器设备资产值60.00万元，截止到2015年6月，学校共招生近千余名学生，在校生406人，专任教师数41人，其中副教授5人，讲师28人，助教8人。